# Askuggla
Askuggla (Strix sartorii) är en fågel i familjen ugglor inom ordningen ugglefåglar.

## Utseende och läte
Askugglan är stor uggla med rundat huvud utan örontofsar, mörka ögon mattgul näbb. Bröstet är tvärbandat medan resten av undersidan är vitaktig med mörka längsgående streck. Stjärten är mörkbrun med fyra till fem vitaktiga till beigefärgade band. På skapularer och vingtäckar syns vitaktiga fläckar. Arten är mycket lik kråsugglan som den tidigare behandlades som en del av (se nedan), men är mindre, mer kallt grå i färgen och renare tecknad ansiktsskiva. Mayaugglan är mindre, mer ockrafärgad och med färre band på stjärten.

## Utbredning och systematik
Fågeln förekommer i bergstrakter från norra Mexiko (Durango till Veracruz och Oaxaca. Den betraktades tidigare som en underart till kråsuggla, men urskiljs numera oftast som egen art efter studier som visar på skillnader i läte och genetik.

## Levnadssätt
Askugglan hittas i skogar med tall eller tall och ek. Den är huvudsakligen nattlevande, men kan ses under dygnets alla timmar, framför allt tidig morgon och sen eftermiddag. Fågeln vilar i övre delarna av stora träd, ibland rätt öppet. 

## Status
IUCN erkänner den inte som art, varför den inte placeras i någon hotkategori. Den beskrivs dock som sällsynt och lokalt förekommande, endast känd från en handfull lokaler. 

## Namn
Fågelns vetenskapliga artnamn hedrar Carl Christian Wilhelm Sartorius (1796-1872), tysk politisk aktivist, gruvägare, botaniker och samlare av specimen som utvandrade till Mexiko 1824.